# Atlas i katalog međudjelujućih galaktika
Atlas i katalog međudjelujućih galaktika je astronomski atalas i katalog koji su sastavili Boris Aleksandrovič Voroncov-Vel'jaminov, R. I. Noskova i V. P. Arhipova. U nju su uvrštene međudjelujuće alaktike. Objavilo ga je Astronomsko vijeće Akademije znanosti SSSR. Objekti u njemu nose oznaku VV.
Atlas i katalog sadrže 852 sustava u međudjelovanju. Objavljena su dva izdanja, 1959. i 1977. godine. Prvi je objavljen 1959. i sadržavao je 355 međudjelujuće galaktike numerirane od VV1 do VV355, a drugi dio objavljen je 1977. i u nj su uvrštene galaktike numerirane od VV356 do VV852. 2001. su godine dodatna 1162 objekta dodana iz Morfološkog kataloga galaktika Voroncova-Vel'jaminova i drugih. Ti objekti nose oznake od VV853 do VV2014.

## External links
- The Catalogue of Interacting Galaxies by Vorontsov-Velyaminov stranice Astronomskog instituta Sternberg